# Acadêmicos do Chafariz
Esporte Clube XV de Novembro e Acadêmicos do Chafariz é uma escola de samba de Taubaté. Escola mais antiga da cidade, foi criada em 1958 por Benedito Silva. Possui três títulos do Carnaval de Taubaté, nos anos de 1982, 1985, 1989 e 1995.

## Segmentos

### Presidentes
| Nome           | Mandato        | Ref.  |
| -------------- | -------------- | ----- |
| Carlos Peixoto | ? - atualidade | [ 2 ] |

### Diretores
| Ano  | Diretor de Carnaval | Diretor geral de harmonia | Mestre de bateria | Ref. |
| ---- | ------------------- | ------------------------- | ----------------- | ---- |
| 2015 |                     |                           | Mestre Lu         |      |
| 2017 |                     |                           | Mestre Lu         |      |

### Coreógrafo
| Ano  | Nome | Ref. |
| ---- | ---- | ---- |
| 2016 |      |      |
| 2016 |      |      |

### Casal de Mestre-sala e Porta-bandeira
| Ano  | Nome | Ref. |
| ---- | ---- | ---- |
| 2016 |      |      |
| 2017 |      |      |

### Rainhas de bateria
| Período | Rainha | Madrinha | Ref. |
| ------- | ------ | -------- | ---- |
| 2016    |        |          |      |
| 2017    |        |          |      |

## Carnavais
| Ano                                                                         | Colocação                                                                   | Grupo                                                                       | Enredo                                                                      | Carnavalesco                                                                | Intérprete                                                                  | Ref.        |
| --------------------------------------------------------------------------- | --------------------------------------------------------------------------- | --------------------------------------------------------------------------- | --------------------------------------------------------------------------- | --------------------------------------------------------------------------- | --------------------------------------------------------------------------- | ----------- |
| 1974                                                                        |                                                                             |                                                                             | Barão de Cocais e sua fabulosa fortuna                                      |                                                                             |                                                                             | [ 1 ]       |
| 1976                                                                        |                                                                             |                                                                             | O enigma da Gávea                                                           |                                                                             |                                                                             | [ 1 ]       |
| 1982                                                                        |                                                                             |                                                                             | As rosas não falam                                                          |                                                                             |                                                                             | [ 1 ]       |
| 1984                                                                        |                                                                             |                                                                             | Ciranda, Cirandinha                                                         |                                                                             |                                                                             | [ 1 ]       |
| 1990                                                                        |                                                                             |                                                                             | Limpe os olhos, dê risada, não precisa mais chorar                          |                                                                             |                                                                             | [ 1 ]       |
| 1996                                                                        |                                                                             |                                                                             | Cigano sou, tradição tenho mil                                              |                                                                             |                                                                             | [ 1 ]       |
| Em 1997 e 1999 não ocorreu desfile oficial e em 1998 a escola não desfilou. | Em 1997 e 1999 não ocorreu desfile oficial e em 1998 a escola não desfilou. | Em 1997 e 1999 não ocorreu desfile oficial e em 1998 a escola não desfilou. | Em 1997 e 1999 não ocorreu desfile oficial e em 1998 a escola não desfilou. | Em 1997 e 1999 não ocorreu desfile oficial e em 1998 a escola não desfilou. | Em 1997 e 1999 não ocorreu desfile oficial e em 1998 a escola não desfilou. | [ 1 ]       |
| Entre 2000 e 2005 a escola não desfilou.                                    | Entre 2000 e 2005 a escola não desfilou.                                    | Entre 2000 e 2005 a escola não desfilou.                                    | Entre 2000 e 2005 a escola não desfilou.                                    | Entre 2000 e 2005 a escola não desfilou.                                    | Entre 2000 e 2005 a escola não desfilou.                                    | [ 1 ]       |
| 2006                                                                        | 2º lugar                                                                    | Especial                                                                    | Chegou a hora                                                               |                                                                             |                                                                             | [ 1 ] [ 3 ] |
| 2007                                                                        | 2º lugar                                                                    | Especial                                                                    | Os cavaleiros da Apoteose                                                   |                                                                             |                                                                             | [ 1 ]       |
| 2008                                                                        | 3º lugar                                                                    | Especial                                                                    | Chafariz, 50 anos de história                                               |                                                                             |                                                                             | [ 1 ]       |
| 2010                                                                        | 3º lugar                                                                    | Especial                                                                    |                                                                             |                                                                             |                                                                             | [ 4 ]       |
| 2011                                                                        | 2º lugar                                                                    | Especial                                                                    | Um canto de amor trabalhador                                                |                                                                             |                                                                             | [ 5 ] [ 6 ] |
| 2012                                                                        | 3º lugar                                                                    | Especial                                                                    | Renato Teixeira, uma verdadeira obra prima viva Compositor:Tesé.            | Edenilson Peixoto                                                           | Carlos Peixoto                                                              | [ 7 ] [ 2 ] |
| Em 2013 não participou.                                                     | Em 2013 não participou.                                                     | Em 2013 não participou.                                                     | Em 2013 não participou.                                                     | Em 2013 não participou.                                                     | Em 2013 não participou.                                                     | [ 8 ]       |
| 2014                                                                        |                                                                             |                                                                             | Bahia: A Primeira Capital                                                   |                                                                             |                                                                             |             |
| 2015                                                                        |                                                                             |                                                                             | Sob as bençãos dos Deuses                                                   |                                                                             |                                                                             |             |